# Walterinnesia aegyptia
Espèce
Statut de conservation UICN

 LC  : Préoccupation mineure
Walterinnesia aegyptia est une espèce de serpents de la famille des Elapidae.

## Répartition
Cette espèce se rencontre en Arabie saoudite, en Jordanie, en Palestine et au Sinaï en Égypte.
Sa présence est incertaine au Liban.

## Description

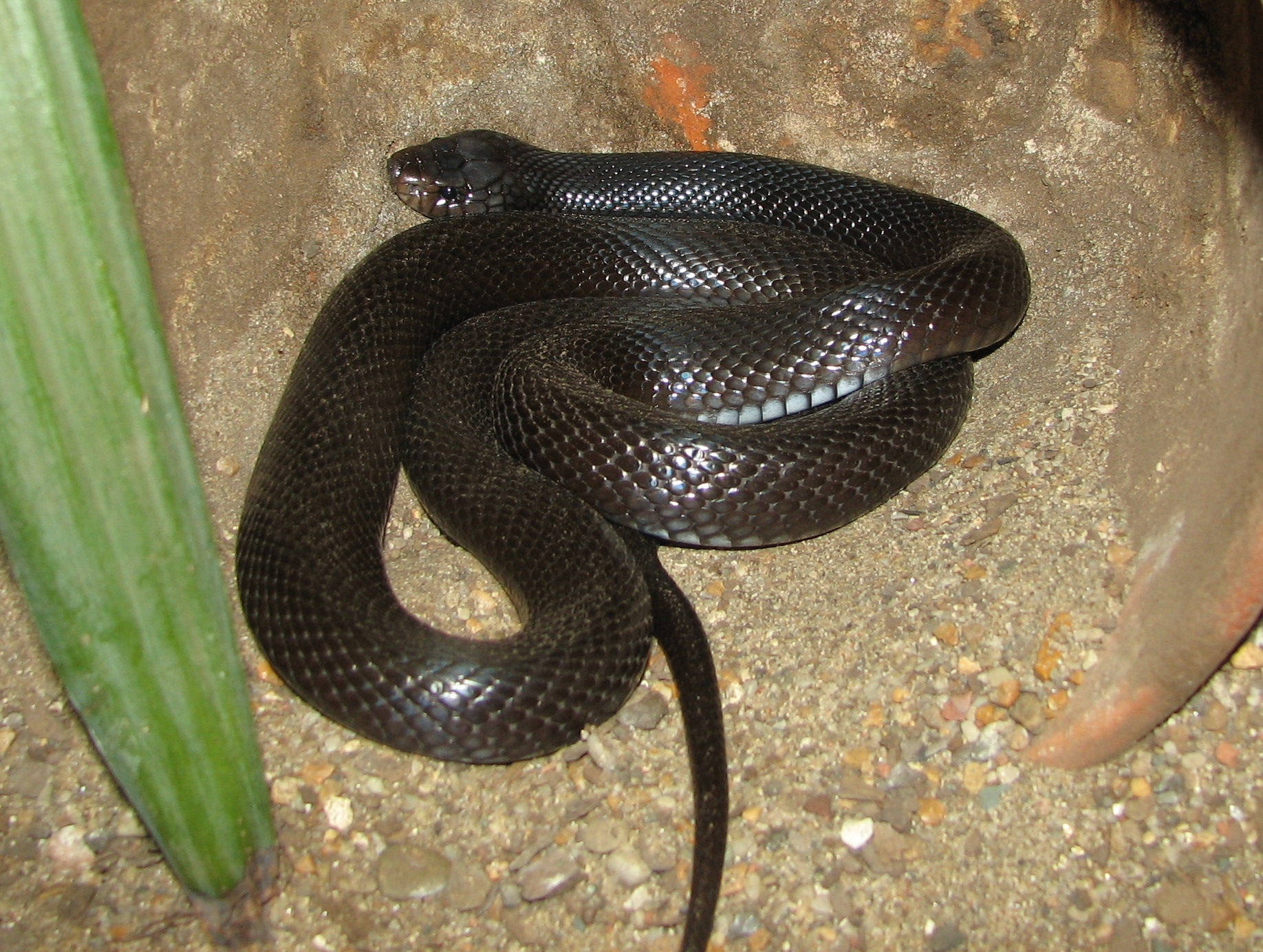
Walterinnesia aegyptia

C'est un serpent venimeux.

## Étymologie
Cette espèce est nommée en référence au lieu de sa découverte, l'Égypte.

## Publication originale
- Lataste, 1887 : Description d'un nouveau genre et d'une nouvelle espèce d'ophidien protéroglyphe d’Égypte. Le Naturaliste, Journal des échanges et des nouvelles, vol. 9, p. 411-413 (texte intégral).